# Юноша-Стемповский, Казимеж
Казимеж Юноша-Стемповский (пол. Kazimierz Junosza-Stępowski; при рождении — Казимеж Стемповский, пол. Kazimierz Stępowski; 26 ноября 1880, Венеция, Италия — 5 июля 1943, Варшава, Польша) — польский актёр театра и кино довоенного периода.

## Биография

### Ранние годы
Родился в Венеции в состоятельной семье польских землевладельцев. В 1890—1892 годах учился в гимназии святой Анны в Кракове, продолжил учёбу в иезуитской школе в Хырове (1892—1895), а затем с 1895 года — в российской государственной школе в городе Каменец-Подольский.
Школьные аттестаты этого периода выданы на фамилию Стемповский. Это уже позднее, начав актёрскую карьеру, он воспользуется названием их родового дворянского герба — Юноша. Первые выходы на сцену польских театров он подписывался только как Казимеж Юноша и, уже став известным, стал именоваться не иначе, как Казимеж Юноша-Стемповский.

### Театр

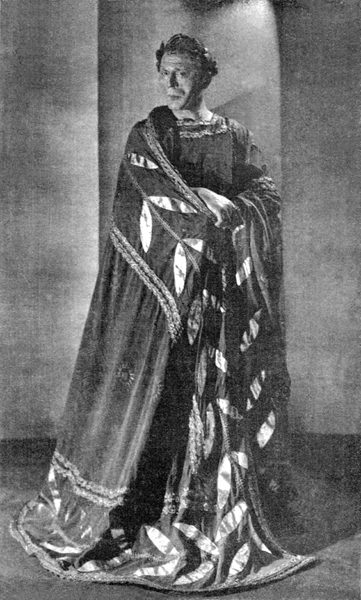
В пьесе Кароля Хуберта Ростворовского «Гай Цезарь Калигула» (1934)

Изначально планировал посвятить себя оперному пению (обладал красивым басом). Как актёр дебютировал в роли убийцы в пьесе Альфреда Щепаньского «Piast» в 1898 году на сцене Польского театра в Познани, где продержался в течение одного сезона.
С 1900 года изучал драматическое искусство в студии дикции и декламирования при Варшавском музыкальном обществе (WTM).
В 1901—1902 годах выступал на театральной сцене в Лодзи.
В 1906 году много путешествовал, прежде всего по Украине и России, где присматривался к людям, их повадкам и поведению. Эти наблюдения стал использовать в своей актёрской игре.
С 1907 по 1909 год выступал в Польском театре в Познани, затем в Берлине. Здесь знакомится с актёром Альбертом Бассерманом, оказавшим значительное влияние на молодого Казимежа: теперь он начинает более тщательно отбирать роли и готовиться к ним.
С 1909 по 1911 год играл у Александра Зельверовича в Лодзи, став вскоре одним из ведущих актёров польского театра.
В 1912 году играл в Словацком театре в Кракове. В том же году переехал в Варшаву, где играл на различных театральных подмостках (в том числе в Польском театре, Театре эстрады, Национальном театре).
Юноша-Стемповский был актёром, для которого игра была наиважнейшей ценностью. Имея отличные внешние данные, характерный голос, играл в основном людей сильных — руководителей, старших и высших офицеров, правителей или тиранов. Хорошо себя чувствовал и в легком жанре. Он был мастером индивидуализации. Пытался заняться также и театральной режиссурой.

### Кино
С кинематографом связал свою жизнь ещё в 1902 году, появившись на экране в нескольких короткометражках пионера польского кинематографа Казимира Прушинского. Таким образом, он сам оказался у истоков возникновения нового вида искусства, став одним из первых киноактеров Польши. Был востребованным актёром, снимался очень много, по несколько киноролей в год.
Несмотря на высокое положение, которого достиг в польской кинематографии, был не очень удобен польским кинодельцам, так как позволял себе критиковать польскую кинопромышленность: доставалось всем — продюсерам, сценаристам и режиссёрам: за отсутствие профессионализма в работе и безоглядное копирование заграничных кинолент. В 1921 году хотел бросить всё и уехать в Германию по подвернувшемуся контракту, но из-за господствовавшего в ту пору в киноиндустрии кризиса переговоры с немецкой кинофирмой не достигли успеха.
Юноша-Стемповский был самым высокооплачиваемым актёром довоенного польского кино, и как сам признавался — в фильмах играл исключительно из финансовых соображений.

### В годы немецкой оккупации
Его поведение во время гитлеровской оккупации до сих пор не полностью раскрыто и по-прежнему вызывает много споров. После начала Второй мировой войны, которая застала его на гастролях в Вильнюсе, вернулся в Варшаву. Он был критически настроен к сентябрьской кампании, в частности обвинил поляков в доведении страны до случившейся оккупации.
Сначала работал барменом в кафе «Фрегат» и «Золотая утка». В течение некоторого времени был хозяином собственного кооперативного ресторанчика «Знахарь» (назвал его в честь самого популярного своего киногероя из одноимённого фильма), где официантами у него трудились бывшие коллеги по театральной сцене, среди прочих Мария Гелля (Maria Gella), Анна Ярачувна (Anna Jaraczówna) и Мечислав Милецкий (Mieczysław Milecki). С августа 1940 года играл в польских театрах (например, Театре комедии), но под немецким руководством. Сдавал в аренду комнату немецкому офицеру в чине полковника, начальнику Главного варшавского вокзала, был частым гостем за его столом.
Между тем, несмотря на возможные репрессии, категорически отказался участвовать в антипольском фильме с нацистской идеологией «Возвращение» (Heimkehr, 1941, реж. Густав Учицки).

### Гибель и годы после смерти
Трагически погиб в результате стрельбы в собственной варшавской квартире на ул. Познанской, 38, при попытке ликвидации польским подпольем Армии Крайовой его второй супруги Ядвиги Галевской (Jadwiga Galewska), страдавшей от наркотической зависимости и бывшей информатором гестапо. Она вымогала деньги от семей арестованных, обещая взамен освобождение из тюрьмы или концлагеря (деньги ей нужны были на очередную дозу морфия). Прикрывая её своим телом, актёр получил пулевое ранение и скончался через несколько часов в клинике «Омега». Похоронен на кладбище Старые Повонзки в Варшаве. Приговор в отношении его жены был приведён в исполнение весной 1944 года.
В ноябре 1946 года вследствие письма (опубликовано в газете «Жиче Варшавы» / «Życie Warszawy» от 16.11.1946), подписанного анонимной женщиной «от имени многих женщин-работниц завода в Калише», бойкотирующих демонстрацию фильмов с участием Казимежа Юноши-Стемповского, суд присяжных приступил к посмертной проверке деятельности актёра во время оккупации. Повторно дело было рассмотрено в 1954 году. В обоих случаях присяжные не заняли однозначной позиции и не было вынесено никакого вердикта.

## Факты
- Трагедия актёра послужила материалом для книги К. Брандыса «Рондо», а режиссёр Е. Штвертня снял фильм «Изумление» (Oszołomienie, 1988 г.).
- Его племянник — актёр театра и кино Ярема Стемповский.

### Фильмография
| год  | название по-русски                | название по-польски                | режиссёр                            | роль                           |
| ---- | --------------------------------- | ---------------------------------- | ----------------------------------- | ------------------------------ |
| 1902 |                                   | Przygoda dorożkarza                | Казимир Прушинский                  | парень                         |
| 1902 | Возвращение весельчака            | Powrót birbanta                    | Казимир Прушинский                  | весельчак                      |
| 1916 | Варшавская охранка и её тайны     | Ochrana warszawska i jej tajemnice | Александр Герц                      | начальник охраны Прозеров      |
| 1916 | Студенты                          | Studenci                           | Александр Герц                      | Ян Пашковский                  |
| 1917 | Тайна аллей Уяздовских            | Tajemnica Alei Ujazdowskich        | Александр Герц                      |                                |
| 1917 | Комната № 13                      | Pokój nr 13                        | Александр Герц                      |                                |
| 1917 | Его последнее дело                | Jego ostatni czyn                  | Александр Герц                      | грабитель                      |
| 1917 | Карат и его слуги                 | Carat i jego sługi                 | Александр Герц                      | Ежи, сын Димитрия, принц Гарин |
| 1917 | Женщина                           | Kobieta                            | Александр Герц                      | граф Луцкий                    |
| 1918 | Мужчина                           | Mężczyzna                          | Александр Герц                      | Ян Боровский                   |
| 1918 | Золотое болото                    | Złote bagno                        | Александр Герц                      | барон Оскар Россет             |
| 1918 | Сезонная любовь                   | Sezonowa miłość                    |                                     | Дарский                        |
| 1919 | Криста                            | Krysta                             | Александр Герц, Данни Каден         | Луцкий                         |
| 1920 | Героизм польского разведчика      | Bohaterstwo polskiego skauta       | Рышард Болеславский                 | лейтенант Яницкий              |
| 1920 | Дочь пани Икс                     | Córka pani X                       | Александр Герц                      | лорд Нутворд                   |
| 1920 | Возвращение                       | Powrót                             | Александр Герц                      | Ежи Лаский, публицист          |
| 1921 | Чудо на Висле                     | Cud nad Wisłą                      | Рышард Болеславский                 | агент большевиков              |
| 1922 |                                   | Strzał                             | Данни Каден, Владислав Ленчевский   | Ян Чарский                     |
| 1922 | Тайна остановки трамвая           | Tajemnica przystanku tramwajowego  | Ян Кухарский                        | граф Роман Опольский           |
| 1927 | Улыбка судьбы                     | Uśmiech losu                       | Рышард Ордынский                    | Ян Козловский                  |
| 1927 | Мертвый узел                      | Martwy węzeł                       | Казимеж Чиньский                    | детектив                       |
| 1927 | Земля обетованная                 | Ziemia obiecana                    | Збигнев Гняздовский, Александр Герц | Кароль Боровицкий              |
| 1930 | Врачебная тайна                   | Tajemnica lekarza                  | Рышард Ордынский                    | Ричард Парсон                  |
| 1930 | Ветер с моря                      | Wiatr od morza                     | Казимеж Чиньский                    | граф Фридрих фон Арффберг      |
| 1931 |                                   | Uwiedziona                         | Михал Вашиньский                    | Равич                          |
| 1933 | История греха                     | Dzieje grzechu                     | Хенрик Шаро                         | Плаза-Сплавский                |
| 1934 | Пробуждение                       | Przebudzenie                       | Александр Форд                      |                                |
| 1934 | Дочь генерала Панкратова          | Córka generała Pankratowa          | Мечислав Знамеровский, Юзеф Лейтес  | генерал Панкратов              |
| 1934 | Молодой лес                       | Młody las                          | Юзеф Лейтес                         | Пакотин, учитель               |
| 1935 | День большого приключения         | Dzień wielkiej przygody            | Юзеф Лейтес                         | Шмуглер                        |
| 1935 | Люби только меня                  | Kochaj tylko mnie                  | Марта Фланц                         | Жарский                        |
| 1936 | Ада! Это же неудобно!             | Ada! To nie wypada!                | Конрад Том                          | граф Ожельский                 |
| 1936 | Герои Сибири                      | Bohaterowie Sybiru                 | Михал Вашиньский                    | офицер царской армии           |
| 1936 | Пан Твардовский                   | Pan Twardowski                     | Хенрик Шаро                         | Дьявол                         |
| 1936 | Роза                              | Róża                               | Юзеф Лейтес                         | начальник следственного отдела |
| 1936 | Тайна мисс Бринкс                 | Tajemnica panny Brinx              | Базили Сикевич                      | Ульберт, шеф детективного бюро |
| 1936 | Прокажённая                       | Trędowata                          | Юлиуш Гардан                        | Мацей Михоровский, князь       |
| 1936 | Верная река                       | Wierna rzeka                       | Леонард Бучковский                  | Ольбромский                    |
| 1937 | Ординат Михоровский               | Ordynat Michorowski                | Хенрик Шаро                         | князь Мацей Михоровский        |
| 1937 | Пламенные сердца                  | Płomienne serca                    | Ромуальд Гантковский                | Стемпиньский, полковник        |
| 1937 | Ты, что в Острой светишь Браме... | Ty, co w Ostrej świecisz Bramie    | Ян Новина-Пшибыльский               | барон                          |
| 1937 | Знахарь                           | Znachor                            | Михал Вашиньский                    | Рафал Вильчур                  |
| 1937 | Девушки из Новолипок              | Dziewczęta z Nowolipek             | Юзеф Лейтес                         | муж Моссаковской               |
| 1938 | Сигналы                           | Sygnały                            | Юзеф Лейтес                         | Филипп                         |
| 1938 | Рена                              | Rena                               | Михал Вашиньский                    | Томаш Гарда, прокурор          |
| 1938 | Женщины над пропастью             | Kobiety nad przepaścią             | Михал Вашиньский, Эмиль Хаберский   | Воляк                          |
| 1938 | Вереск                            | Wrzos                              | Юлиуш Гардан                        | отец Анджея                    |
| 1938 | Вторая молодость                  | Druga młodość                      | Михал Вашиньский                    | Людвик, муж Ирены              |
| 1938 | Последняя бригада                 | Ostatnia brygada                   | Михал Вашиньский                    | Кульч, муж Лены                |
| 1938 | Профессор Вильчур                 | Profesor Wilczur                   | Михал Вашиньский                    | профессор Рафал Вильчур        |
| 1938 | Флориан                           | Florian                            | Леонард Бучковский                  | Верещиньский                   |
| 1938 | Мои родители разводятся           | Moi rodzice rozwodzą się           | Мечислав Кравич                     | Юзеф Наленч, муж Ады           |
| 1938 | Без вины виноватые                | Za winy niepopełnione              | Евгениуш Бодо                       | Юзеф Хольский                  |
| 1939 | В конце пути                      | U kresu drogi                      | Михал Вашиньский                    | Ян Турвид                      |
| 1939 | Ложь Кристины                     | Kłamstwo Krystyny                  | Хенрик Шаро                         | Мауриций Марлецкий, отец Янека |
| 1939 | Доктор Мурек                      | Doktór Murek                       | Юлиуш Гардан                        | Язвич                          |